# 清华大学出版社
清华大学出版社，是由清华大学主办的一家综合性大学出版社，成立于1980年6月。2004年完成企业化改制，現總部設於清华大学学研大厦A座。

## 历史
清华大学出版社成立当年仅出版图书4种，年销售码洋人民幣6万元。成立三十一年来，已发展成全国较大的大型大学出版机构，旗下设信息与计算机、理工、经管与人文、职业教育、外语、音像与电子分社六个专业分社，分社相对独立经营，全社年销售码洋人民幣9亿元、年出版图书5000多种（新书、重印书合计）、有员工400余人。出版社所出版的图书中有一大批获得“中国图书奖”、“优秀科研成果奖”、“输出版优秀图书奖”等多种奖项。
清华大学出版社同时出版英文著作，已有几百项版权输出到美国、英国、新加坡、韩国、台湾、香港等国家和地区。2010年，创刊仅一年多时间的英文版《纳米研究》期刊，已被SCI收录。
1994年，清华大学出版社被中共中央宣传部與新闻出版署评为全国优秀出版社。1995年，清华大学出版社被中华人民共和国教育部评为先进高校出版社。